# Paepalanthus batatalensis
Paepalanthus batatalensis är en gräsväxtart som beskrevs av Silveira. Paepalanthus batatalensis ingår i släktet Paepalanthus och familjen Eriocaulaceae. Inga underarter finns listade i Catalogue of Life.